# Valeriana obtusifolia
Valeriana obtusifolia là một loài thực vật có hoa trong họ Kim ngân. Loài này được DC. miêu tả khoa học đầu tiên năm 1830.